# Ogíjares
Ogijares est une commune située dans la partie centre-sud de la comarque de Vega de Granada dans la province de Grenade en Andalousie en Espagne.

## Géographie
Ogíjares occupe une situation privilégiée par des canaux d'irrigation et un barrage hydraulique alimentés par les rivières Monachil et Dílar. Ces irrigations nourrissent les terres très fertiles de la région et permettent ainsi de garantir un travail à la population locale et de ses environs.
La commune se trouve à environ 6 km de Grenade. Elle est limitrophe avec les municipalités de Armilla, Grenade, La Zubia, Gójar et Alhendín.

## Histoire
À l'époque romaine la ville se nommait Hortum Sacrum, nom qui sera traduit par déformation sous l'occupation arabe en Ortexicar ce qui signifiait passage sacré. Par la suite, il y eut deux cités avec deux clochers qui devinrent Oxijar-haut et Oxijar-bas, et c'est pour cela que les habitants de Ogijares désignent leur ville par Les Ogijares.

## Démographie
|                   | 1996 | 2001 | 2004  |
| ----------------- | ---- | ---- | ----- |
| Population totale | 7828 | 9712 | 12726 |

## Économie
La région vit essentiellement de la culture de pommes de terre et de la cueillette d'olives à consommer en apéritif ou pour la fabrication de l'huile de table.